# Shaba Games
Shaba Games était un développeur de jeux vidéo fondé en septembre 1997, dont le siège était situé à San Francisco, en Californie ; il est racheté par Activision en 2002. Activision a fermé le studio le 8 octobre 2009,.

## Jeux développés
- Grind Session
- Razor Freestyle Scooter
- Mat Hoffman's Pro BMX
- Tony Hawk's Pro Skater 3 (portages PS1 et N64)
- Wakeboarding Unleashed Featuring Shaun Murray
- Tony Hawk's Underground 2 Remix (titre de la version PSP)
- Shrek: Super Slam
- Tony Hawk's Project 8 (sur Xbox et PS2)
- Spider-Man : Le Règne des ombres (sur Xbox 360 et PS3)